# Fredrik Jensen
Fredrik Jensen (Porvoo, 9 de septiembre de 1997) es un futbolista finlandés que juega de centrocampista en el Aris Salónica F. C. de la Superliga de Grecia.

## Trayectoria
En 2013 se unió a las categorías inferiores del F. C. Twente, debutando con el primer equipo en agosto de 2016. El 27 de junio de 2018 se marchó traspasado al F. C. Augsburgo con el que firmó un contrato hasta junio de 2023. En enero de ese año, tras haber alcanzado los cincuenta encuentros en la 1. Bundesliga, renovó hasta mediados de 2025, momento en el que abandonó el club. En los siete años que estuvo, llegó a jugar más de cien partidos en la máxima categoría del fútbol alemán.
El 11 de julio de 2025 inició una nueva etapa en el Aris Salónica F. C., equipo con el que firmó por tres temporadas.

## Selección nacional
El 28 de marzo de 2017 debutó con la selección de Finlandia en un amistoso ante Austria disputado en Innsbruck y en el que anotaría el definitivo 1-1.
El 1 de junio de 2021 fue incluido en la lista definitiva para participar en la Eurocopa 2020, siendo esta la primera presencia de Finlandia en el torneo de toda su historia.

### Participaciones en Eurocopas
| Copa          | Sede   | Resultado    | Partidos | Goles |
| ------------- | ------ | ------------ | -------- | ----- |
| Eurocopa 2020 | Europa | Primera fase | 2        | 0     |

## Clubes
| Club                | País         | Año       |
| ------------------- | ------------ | --------- |
| F. C. Twente        | Países Bajos | 2016-2018 |
| F. C. Augsburgo     | Alemania     | 2018-2025 |
| Aris Salónica F. C. | Grecia       | 2025-     |